# عين تالوت
عين تالوت هي إحدى بلديات دائرة عين تالوت بولاية تلمسان الجزائر تتميز ببساتينها الخلابة وجبالها ذات الغابات الكثيفة، إضافة إلى ينابيعها المعدنية كالمنبع الذي يتوسط المنطقة ومنابع أخرى كانت سببا في جودة منتوجها الفلاحي المحلي نذكر منها عين الحامي، عين قسنطينه، عين بنت الراجع، عين الزيتونة وحاسي المالح عين بنت الملاقي عين بنت السلطان كما أنها تعد ثاني بلديات الولاية مساحة بأراضيها الفلاحية وتنوع في ما اشتهرت به المنطقة على مستوى الغرب الجزائري كجودة عاليه في محاصيل الزيتون، الرمان والتين.
وتبعد عن بلدية بن باديس بـ 07 كلم.وبلدية اولاد ميمون ب 11 كلم وهي تتوسط مقر ولايتي ولاية تلمسان وولاية سيدي بلعباس.

## أعلام
- علي بن محمد التالوتي الأنصاري[2]

## وصلة خارجية
- عين تالوت